# Lista de animais extintos no Brasil
Esta é uma lista de animais extintos no Brasil.

## Anfíbios

### FamíliaHylidae
- Phrynomedusa fimbriata - Perereca-de-Santo-André - Extinta em 1920.[1]

## InvertebradosTerrestres

### FamíliaCoenagrionidae
- Acanthagrion taxaensis - (Espécie de libélula).

### FamíliaDytiscidae
- Megadytes ducalis - (Espécie de escaravelho).
- Rhantus orbignyi - (Espécie de escaravelho).

### FamíliaGlossoscolecidae
- Fimoscolex sporadochaetus - Minhoca-Branca.[2]
- Rhinodrilus fafner - Minhoca-gigante.

## Mamíferos

### FamíliaPhyllostomidae
- Desmodus draculae - (Espécie de morcego).[3]

### FamíliaCricetidae
- Juscelinomys candango - Rato-Candango - Extinta em 1960.[4]
- Noronhomys vespuccii - Rato-de-Fernando-de-Noronha - Extinto no século XVI.[5]